# Sergio Blanco (regista)
Sergio Blanco (Montevideo, 30 dicembre 1971) è un drammaturgo e regista uruguaiano naturalizzato francese.

## Biografia
Ha trascorso la sua infanzia e adolescenza a Montevideo e vive attualmente a Parigi.
Dopo aver realizzato studi di filologia classica ha deciso di dedicarsi interamente alla scrittura e alla regia teatrale.
Le sue opere si sono distinte in ripetute occasioni ricevendo diversi primi premi, tra i quali il Premio Nacional de Dramaturgía del Uruguay, il Premio de Dramaturgía de la Intendencia de Montevideo, il Premio del Fondo Nacional de Teatro, il Premio Florencio al Miglior Drammaturgo, il Premio Internacional Casa de las Américas e il Premio Theatre Awards al Miglior Testo in Grecia. Nel 2017 la sua opera Tebas Land riceve il prestigioso premio britannico Award Off West End a Londra.
La sua produzione entra nel repertorio della Comedia Nacional de Uruguay nel 2003 e nel 2007 con le opere .45’ e Kiev.
Oltre ai già citati, tra i suoi titoli più conosciuti risaltano: Slaughter; Barbarie; Kassandra; Il salto di Darwin; Tebas Land; Ostia; L’ira di Narciso; Il bramito di Düsseldorf; Quando passerai sulla mia tomba; Cartografia di una sparizione; Traffico. Varie delle sue opere sono state messe in scena nel suo paese e all’estero, e la maggior parte sono tradotte in varie lingue e pubblicate in diversi paesi.

## Opere
- Teatro. Tebas Land; L'ira di Narciso; Il bramito di Düsseldorf, traduzione di Angelo Savelli, Bologna, Cue Press, 2019. ISBN 9788855100595.
- Autofinzione. L'ingegneria dell'Io, traduzione di Annabella Canneddu, Bologna, Cue Press, 2019. ISBN 9788855100588.